# Edda in prosa
Lo Edda in prosa o Edda di Snorri (conosciuto anche come Edda recente o Edda minore) è un manuale di letteratura scritto in lingua norrena dal dotto storico islandese Snorri Sturluson attorno al 1220.
Lo scopo di Snorri era di illustrare e tramandare la poesia norrena degli scaldi (poeti di corte islandesi), divenuta ormai vetusta al tempo della stesura del libro: l'autore ne spiega la metrica complessa, i giochi di parole, i kenningar, eccetera, e nel fare questo riporta come esempi molte storie della mitologia norrena, rendendo de facto il libro la più ampia raccolta esistente su questo tema.

## Caratteristiche
L'origine della parola edda è incerta e dibattuta: potrebbe essere la corruzione di un qualche sconosciuto termine precedente, o un toponimo geografico, o rappresentare la parola "nonna" (come la nonna racconta storie ai nipoti, il libro racconta storie al lettore) o altro ancora.
Il titolo con cui essa è nota, Edda in prosa, serve a distinguerla da un altro componimento norreno di contenuto simile, in versi, ritrovato anonimo secoli dopo Snorri, e a cui fu dato il nome di Edda su imitazione dell'opera di Snorri: oggi esso è noto come Edda maggiore o Edda poetica.
L'Edda in prosa è composta da un prologo e tre parti:
1. Fyrirsögn ok Formáli ("Intestazione e Prologo"), un'introduzione di tipo biblica ed evemeristica in cui Snorri inizia da Adamo ed Eva e arriva a parlare dell'arrivo degli Æsir, provenienti da Troia, in Scandinavia.
2. Gylfaginning ("Inganno di Gylfi", 20.000 parole circa), nella quale Snorri presenta in forma dialogica i miti e le divinità più importanti, attraverso episodi tratti dalla cosmogonia e dalla mitologia.
3. Skáldskaparmál ("Dialogo sull'arte poetica", 50.000 parole circa), nel quale Snorri si occupa delle metafore (kenningar), molto in voga presso gli scaldi.
4. Háttatal ("Trattato di metrica", 20.000 parole circa), nel quale l'autore esamina i ritmi e i tipi di strofa[4].

L’opera è stata scritta in epoca cristiana da un cristiano. Nonostante ciò, lo scopo di Snorri è quello di non disperdere il patrimonio lirico e culturale del suo popolo. Parte della critica moderna imputa a Snorri di aver omesso o adattato quanto riusciva utile al suo scopo, modificando in modo irrecuperabile i miti che aveva deciso di tramandare. Inoltre è possibile che Snorri abbia attinto a fonti più antiche e "pure" di quelle che ci sono arrivate tramite la Edda poetica.

## Il testo
L'Edda di Snorri ci è stata tramandata in sette manoscritti principali, scritti all'incirca fra il XIV e il XVII secolo, quattro dei quali sono i principali essendo più o meno completi:
- R. Il Codex Regius, redatto nel 1325. Dapprima conservato nella Biblioteca Reale di Copenaghen, il manoscritto è stato consegnato nel 1985 dalla Danimarca all'Islanda ed è oggi custodito nella biblioteca dell'Istituto Árni Magnússon di Reykjavík sotto la segnatura GkS 2367 4º.
- W. Il Codex Wormianus, conservato nella biblioteca della Collezione arnamagnæana, a Copenaghen. Fu composto probabilmente tra il 1340 e il 1350.
- T. Il Codex Trajectinus, conservato nella biblioteca di Utrecht. Si tratta di una copia di un codice medievale, redatta probabilmente nel 1600 in Islanda.
- U. Il Codex Uppsaliensis, conservato nella biblioteca dell'Università di Uppsala. Redatto nel 1300, è l'unico manoscritto dell'Edda in prosa che faccia un riferimento diretto all'autore e porti il titolo. Vi è scritto:

## Edizioni italiane
- 1958: Edda. 14 frammenti norreni di Antonino Uccello
- Edda, A cura di Giorgio Dolfini, Collana Biblioteca n. 61, Milano, Adelphi, 1975, ISBN 978-88-45-90095-2.
- Edda di Snorri, a cura di Gianna Chiesa Isnardi, Milano, Rusconi, 1975. - Collana Religioni e Miti, TEA, 1997-2003, ISBN 88-7818-862-X - Collana I Grandi Libri, Garzanti, 2016, ISBN 978-88-11-81126-8.